# Oblačno s ćuftama
Oblačno s ćuftama (eng. Cloudy with a Chance of Meatballs) je američki računalno-animirani film studija Sony Pictures Animation iz 2009. godine baziran na istoimenoj knjizi spisateljskog bračnog para Barret. Film je realiziran 18. rujna 2009., dok je u Hrvatskoj premijera bila 4. veljače 2010. i to u 3D tehnici.

## Radnja
Priča prati izumitelja Flint Lockwood, mladog genija, koji je odgovoran za mnoštvo spektakularnih izuma koji pak na kraju završe tragično. Flint, razočaran svojim prijašnjim promašajima, želi stvoriti nešto što će usrećiti stanovnike njegovog grada.
Njegov najnoviji stroj koji pretvara vodu u hranu uništi glavni gradski trg te eksplodira i odleti u nebo. No, uskoro se uspostavi da njegov stroj zaista radi kada s neba počnu padati sendviči i ostala hrana. U grad stiže meteorologinja zbog povijesnog fenomena, Sam Sparks, s kojom Flint sklapa prijateljstvo. Radnja postaje uzbudljiva kada se stroj počne ponašati kaotično, a Flint i Sam moraju spasiti grad od podivljale hrane.

## Glasovi
| Ime                 | Engleska inačica   | Hrvatska inačica  |
| ------------------- | ------------------ | ----------------- |
| Marin Prskalo       | Bill Hader         | Filip Juričić     |
| Matija Prskalo      | Lauren Graham      | Jelena Miholjević |
| Gradonačelnik       | Bruce Campbell     | Dražen Bratulić   |
| Ante                | Mr. T              | Robert Ugrina     |
| Mate Prskalo        | James Caan         | Siniša Popović    |
| Petra Jež           | Anna Faris         | Mia Krajcar       |
| Mali Mate           | Andy Samberg       | Bojan Navojec     |
| Zoran               | Al Roker           | Ranko Tihomirović |
| Stari               | Benjamin Bratt     | Zoran Gogić       |
| Marinova učiteljica | Liz Cackowski      | Jadranka Krajina  |
| Bruno               | Bobb'e J. Thompson | Luka Šop          |
| Mladi Marin Prskalo | Max Neuwirth       | Tanja Biškić      |
| Mladi Mali Mate     | Andy Samberg       | Karlo Franić      |
| Pripovjedač         |                    | Ronald Žlabur     |

- Sinkronizacija: Livada Produkcija
- Redateljica dijaloga: Ivana Vlkov Wagner
- Prijevod dijaloga: Alen Đurica

## Vanjske poveznice
- Oblačno s ćuftama - službena stranica Sony Pictures Animationa (engl.)
- Oblačno s ćuftama u internetskoj bazi filmova IMDb-a (engl.)
- Oblačno s ćuftama na Rotten Tomatoes (engl.)
- Oblačno s ćuftama na Box Office Mojo (engl.)